# Freelancer.com
Freelancer.com – globalna platforma outsourcingowa założona w 2009 roku. Siedziba firmy znajduje się w Sydney w Australii, z lokalnymi biurami w Vancouver, Londynie, Buenos Aires, Manili i Dżakarcie. Od 15 listopada 2013 Freelancer Limited (holding) jest notowany na australijskiej giełdzie z oznaczeniem FLN (ASX: FLN).

## Opis
Freelancer.com jest platformą ułatwiającą współpracę pracodawców i pracowników. Strona pozwala pracodawcom publikować zlecenia do wykonania. Każdy użytkownik może złożyć ofertę wykonania projektu, a pracodawca wybrać wykonawcę.

## Inne informacje
Freelancer.com kupił kilka platform outsourcingowych:
- GetAFreelancer.com
- EUFreelance.com (założyciel: Magnus Tibell w 2004 roku, Szwecja)[1].
- LimeExchange[2]
- Scriptlance.com (założyciel: Rene Rescases w 2001 roku, Kanada)[3] – jeden z pionierów freelance
- Freelancer.de Booking Center (Niemcy)
- Freelancer.co.uk (Wielka Brytania)[4]
- Webmaster-talk.com (USA) – forum webmasterów[5]
- vWorker (założyciel: Ian Ippolito, USA)[6]
- zlecenia.przez.net (Polska)[7]

Firma prowadzi 25 regionalnych wersji strony w lokalnych językach, z obsługą klientów i walutą, m.in. w Stanach Zjednoczonych (wersja globalna), Wielkiej Brytanii, Polsce, Kanadzie, Australii, Filipinach, Indiach i Ameryce Łacińskiej.